# 坂本献一
坂本献一（さかもと けんいち、1955年 - ）は、日本の宗教家。牧師。保守バプテスト同盟主事。父は坂本勝重 (1907年－1993年。郡山キリスト共同教会創設者)。

## 略歴
- 1955年　福島県郡山市で出生。
- 1978年　千葉大学人文学部(哲学)卒業。
- 1981年　聖書神学舎を卒業し、山形第一聖書バプテスト教会副牧師。
- 1987年　あかねヶ丘キリスト教会牧師。
- 2001年　保守バプテスト同盟主事。
- 2009年  シオンキリスト教会牧師。